# 広田庄司
広田 庄司（ひろた しょうじ、1975年4月3日 - ）は、三重県四日市市出身の元プロ野球選手（投手）。

## 経歴
海星高等学校では3年春、夏とエースとして甲子園に出場。本格派左腕投手として注目されるが、春は真木将樹擁する東筑紫学園に、夏は平井正史がエースの宇和島東に初戦で敗れる。東都大学野球リーグの立正大学へ進学、入学時は西口文也が4年生エースだったが、春からリーグ戦に登板。秋から2部降格も最優秀選手、最優秀投手となる活躍で西口との両輪で翌春の1部復帰を決める。東都大学1部リーグ通算53試合登板、15勝27敗、防御率3.41、262奪三振。2部リーグ通算7試合、6勝0敗、防御率1.45。
プロも注目していたが日本通運へ進み、木村一喜とのバッテリーで1年目のスポニチ大会で優勝に貢献、日本選手権では大会タイ記録の6者連続三振。2年目は都市対抗野球で先発好投するも交代後に敗戦。1999年のドラフト会議で福岡ダイエーホークスに2位の逆指名で入団。
しかし一軍では1試合の登板に終わり、2002年に引退。

## 詳細情報

### 年度別投手成績
| 年 度     | 球 団     | 登 板 | 先 発 | 完 投 | 完 封 | 無 四 球 | 勝 利 | 敗 戦 | セ 丨 ブ | ホ 丨 ル ド | 勝 率 | 打 者 | 投 球 回 | 被 安 打 | 被 本 塁 打 | 与 四 球 | 敬 遠 | 与 死 球 | 奪 三 振 | 暴 投 | ボ 丨 ク | 失 点 | 自 責 点 | 防 御 率 | W H I P |
| --------- | --------- | ----- | ----- | ----- | ----- | -------- | ----- | ----- | -------- | ----------- | ----- | ----- | -------- | -------- | ----------- | -------- | ----- | -------- | -------- | ----- | -------- | ----- | -------- | -------- | ------- |
| 2001      | ダイエー  | 1     | 0     | 0     | 0     | 0        | 0     | 0     | 0        | --          | ----  | 10    | 1.0      | 6        | 1           | 0        | 0     | 0        | 0        | 0     | 0        | 6     | 6        | 54.00    | 6.00    |
| 通算：1年 | 通算：1年 | 1     | 0     | 0     | 0     | 0        | 0     | 0     | 0        | --          | ----  | 10    | 1.0      | 6        | 1           | 0        | 0     | 0        | 0        | 0     | 0        | 6     | 6        | 54.00    | 6.00    |

### 記録
- 初登板：2001年5月19日、対オリックス・ブルーウェーブ8回戦（福岡ドーム）、8回表に3番手で救援登板、1回6失点

### 背番号
- 25 （2000年 - 2002年）